# Distretto di Bou Saada
Il distretto di Bou Saada è un distretto della Provincia di M'Sila, in Algeria.

## Comuni
Il distretto di Bou Saada comprende 3 comuni:
- Bou Saada
- El Hamel
- Oultem